# فراورده‌های گوشتی کاله
فراورده‌های گوشتی کاله آمل شرکت ایرانی تولید فراورده‌های گوشتی است که مرکز آن در آمل، مازندران قرار دارد. این شرکت از بزرگ‌ترین شرکت‌های مجموعه هلدینگ سولیکو است و در دی ماه سال ۱۳۶۲ به دست غلامعلی سلیمانی در آمل تأسیس شد. شرکت فراورده‌های گوشتی تهران (سولیکو) نیز دیگر شرکت گوشتی مجموعه هلدینگ سولیکو است.

## محصولات
- انواع سوسیس و کالباس از گوشت قرمز، گوشت سفید و ماهی
- انواع برگر از گوشت قرمز، سفید و ماهی
- بسته‌بندی و عمل‌آوری گوشت سفید و قرمز
- غذای آماده
- غذای ملل
- کالباس حرارت دیده
- کالباس خام
- کالباس‌های پخته
- گوشت‌های عمل‌آمده
- غذای سوخاری
- غذای ایرانی
- غذای مدرن
- غذای سرآشپز[نیازمند منبع]

## استاندارد
این واحد به عنوان واحد نمونه از طرف وزارت بهداشت ایران، انجمن تغذیهٔ ایران و کنگرهٔ صنایع غذایی انتخاب شده و جایزهٔ بین‌المللی تکنولوژی و کیفیت از کشور سوئیس نیز نصیب شرکت فراورده‌های گوشتی آمل گردید.